# Danilia affinis
Danilia affinis, là một loài ốc biển, là động vật thân mềm chân bụng sống ở biển thuộc họ Chilodontidae.